# あやふわアスタリスク
「あやふわアスタリスク」は、DIALOGUE+の楽曲で、3枚目のシングルである。作詞・作曲は田淵智也（UNISON SQUARE GARDEN）、編曲は広川恵一（MONACA）が担当している。2021年2月3日にポニーキャニオンから発売。

## 概要
新人女性声優ユニット「DIALOGUE+」の3rdシングルである。TVアニメ『弱キャラ友崎くん』エンディングテーマとして使用される。2ndシングル「人生イージー?」と同時発売となる。
初回盤には特典としてフルカラーブックレットと表題曲のMV及びメイキングが収録。

## 収録曲
| #         | タイトル                                                       | 作詞・作曲 | 編曲               | 時間  |
| --------- | -------------------------------------------------------------- | ---------- | ------------------ | ----- |
| 1.        | 「あやふわアスタリスク」(TVアニメ「弱キャラ友崎くん」EDテーマ) | 田淵智也   | 広川恵一（MONACA） | 4:11  |
| 2.        | 「花咲く僕らのアンサーを」                                     | 瀬名航     | 中山真斗（F.M.F）  | 3:57  |
| 3.        | 「あやふわアスタリスク」(TVサイズ)                             |            |                    | 1:32  |
| 4.        | 「あやふわアスタリスク」(Instrumental)                         |            |                    | 4:11  |
| 5.        | 「花咲く僕らのアンサーを」(Instrumental)                       |            |                    | 3:57  |
| 合計時間: | 合計時間:                                                      | 合計時間:  | 合計時間:          | 17:48 |

| #         | タイトル                               | 作詞 | 作曲・編曲 |
| --------- | -------------------------------------- | ---- | ---------- |
| 1.        | 「あやふわアスタリスク」(MV)           |      |            |
| 2.        | 「あやふわアスタリスク」(MVメイキング) |      |            |
| 合計時間: | 合計時間:                              | 0:00 |            |

## 楽曲クレジット
- produced・Vocal Direction：田淵智也

### あやふわアスタリスク
- Bass：田淵智也
- Drums：金川卓矢
- Piano：岸田勇気
- Guitar & Programming：広川恵一（MONACA）
- Drums Technician：北村優一
- Recording Engineer：黒田かおり、藤巻兄将
- Mixing Engineer：藤巻兄将
- Recording Studio：PONY CANYON代々木Studio、サウンドクルースタジオ
- Mixing Studio：studio MSR

### 花咲く僕らのアンサーを
- Bass： 工藤嶺（F.M.F）
- Drums：髭白健
- Trumpet： 湯本淳希、真砂陽地
- Trombone：東條あづさ
- Sax：橋本和也
- Strings：室屋光一郎ストリングス
- Guitar & Programming：中山真斗（F.M.F）
- Recording Engineer：藤巻兄将、黒田かおり
- Mixing Engineer：藤巻兄将
- Recording Studio：PONY CANYON渋谷Studio、SOUND INN STUDIO
- Mixing Studio：studio MSR

## カバー
あやふわアスタリスク
- 日南葵（金元寿子） - 「あやふわアスタリスク for 日南葵」としてカバー。2021年3月3日発売の『弱キャラ友崎くん BD /DVD 第1巻初回生産限定特典CD』に収録。
- 泉優鈴（稗田寧々） - 「あやふわアスタリスク for 泉優鈴」としてカバー。2021年4月2日発売の『弱キャラ友崎くん BD /DVD 第2巻初回生産限定特典CD』に収録。
- 七海みなみ（長谷川育美） - 「あやふわアスタリスク for 七海みなみ」としてカバー。2021年5月7日発売の『弱キャラ友崎くん BD /DVD 第3巻初回生産限定特典CD』に収録。
- 夏林花火（前川涼子） - 「あやふわアスタリスク for 夏林花火」としてカバー。2021年6月2日発売の『弱キャラ友崎くん BD /DVD 第4巻初回生産限定特典CD』に収録。
- 菊池風香（茅野愛衣） - 「あやふわアスタリスク for 菊池風香」としてカバー。2021年7月2日発売の『弱キャラ友崎くん BD /DVD 第5巻初回生産限定特典CD』に収録。